# Office central pour la répression de la corruption
 (décembre 2022).
Si vous disposez d'ouvrages ou d'articles de référence ou si vous connaissez des sites web de qualité traitant du thème abordé ici, merci de compléter l'article en donnant les références utiles à sa vérifiabilité et en les liant à la section « Notes et références ».
L'Office central pour la répression de la corruption (OCRC) - en flamand : Centrale Dienst voor de Bestrijding van Corruptie (littéralement : service central de lutte contre la corruption) - est un service belge de police destiné à la lutte contre la corruption. Il fait partie de la Direction centrale de la lutte contre la criminalité grave et organisée de la Police fédérale.